# Joe Smith
Joseph Leynard Smith (Norfolk, Virginia, 26. srpnja 1975.) američki je profesionalni košarkaš. Igra na poziciji krilnog centra, a trenutačno je član NBA momčadi Atlanta Hawksa. Izabran je u 1. krugu (1. ukupno) NBA drafta 1995. od strane Golden State Warriorsa. 

## Karijera

### Golden State Warriors (od 1995. do 1998.)
Smith je pohađao "Maury High School" i igrao na sveučilištu Maryland. Izabran je kao prvi izbor NBA drafta 1995. od strane Golden State Warriorsa. Na draft su još birani igrači poput Kevina Garnetta, Antonia McDyessa, Rasheeda Wallacea i Jerryja Stackhousea. Na kraju sezone izabran je u NBA All-Rookie prvu petorku i završio drugi u glasovanju za novaka godine iza Damona Stoudamirea. Rookie sezonu završio je u prosjeku od 18.7 poena, 8.5 skokova, 1.6 asistencija i 1.1 blokade po utakmici.
Smith je u Wariorsima ostao do sredine sezone 1997./98., kada je zamijenjen u Philadelphia 76erse. Nakon te razmjene nikada u karijeri više statistički nije napredovao i postao je samo solidan NBA igrač. 

### Minnesota Timberwolves i Detroit Pistons (od 1998. do 2003.)
Usprkos osjetnom padu igre, Smith je kao slobodan igrač bio vrlo tražen od mnogih NBA klubova. Smith je u tadašnje vrijeme napravio vrlo bizaran potez i za sitne novce potpisao za Minnesotu Timberwolvese. U sljedeće dvije godine igrao je na pozicijama krila zajedno je s All-Starom Kevinom Garnettom.
Nakon dvije sezone otpušten je iz kluba i potpisao je za Detroit Pistonse. U Pistonsima je kao igrač s klupe bio vrlo koristan igrač i imao vrlo dobre brojke. Na kraju sezone nije odlučio produžiti ugovor s Pistonsima i natrag se vratio Timberwolvese. 

### Igranje za brojne NBA klubove (od 2003.- )
Sljedeće tri sezone Smith je proveo u Milwaukee Bucksima. U predsezoni 2006. Milwaukee je Smitha poslao u Denver Nuggetse za defanzivca Rubena Pattersona, ali je za Nuggetse odigrao samo 11 utakmica jer je u novoj zamjeni igrača zajedno s Andreom Millerom zamijenjen u 76erse za Allena Iversona. Smith je u sezoni 2007./08. potpisao za Chicago Bullse i bio vrlo koristan igrač u rotaciji, ali Bullsi su imali vrlo loš omjer i trebale su promjene u momčadi. Zbog toga je u velikoj razmjeni igrača u kojoj su sudjelovala tri kluba (Chicago Bullsi, Cleveland Cavaliersi i Seattle SuperSonicsi ) zamijenjen s Benom Wallaceom u Cavse za Larryja Hughesa, Drewa Goodena, Cedrica Simmonsa i Shanona Browna. Generalni menadžer Clevelanda Danny Ferry iz Seattlea je pak uzeo Wallyja Szczerbiaka i Delontea Westa. Supersonicsima su prepušteni Ira Newmble i Donyell Marshall. Osim toga, Seattle je tim manevrom od Chicago Bullsa dobio i Adriana Griffina.
Kasnije su Smitha Cavsi u novoj zamjeni poslali u Oklahoma City Thunderse. Kasnije je sudjelovao u neuspješnoj razmjeni igrača između Thundersa i New Orleans Hornetsa, po kojoj je trebao zajedno s Chrisom Wilcoxom i DeVonom Hardinom otići u New Orleans, dok je u Oklahomu trebao stići Tyson Chandler.
U ožujku 2009. otpušten je iz kluba i na kraju se u manje od sedam mjeseci vratio natrag u Cleveland Cavalierse. 14. kolovoza 2009. Smith je potpisao jednogodišnji ugovor s Atlanta Hawksima.

## NBA statistika

### Regularni dio
| Godina    | Klub          | Odig. uta. | Uta. poč. | Min. | 2P%  | 3P%   | Sl. bac.% | Skok. | Asist. | Ukr. lop. | Blok. | Poena |
| --------- | ------------- | ---------- | --------- | ---- | ---- | ----- | --------- | ----- | ------ | --------- | ----- | ----- |
| 1995./96. | Golden State  | 82         | 82        | 34.4 | .458 | .357  | .773      | 8.7   | 1.0    | 1.0       | 1.6   | 15.3  |
| 1996./97. | Golden State  | 80         | 80        | 38.6 | .454 | .261  | .814      | 8.5   | 1.6    | .9        | 1.1   | 18.7  |
| 1997./98. | Golden State  | 49         | 49        | 33.6 | .429 | .000  | .769      | 6.9   | 1.4    | .9        | .8    | 17.3  |
| 1997./98. | Philadelphia  | 30         | 6         | 23.3 | .448 | .000  | .788      | 4.4   | .9     | .6        | .4    | 10.3  |
| 1998./99. | Minnesota     | 43         | 42        | 33.0 | .427 | .000  | .755      | 8.2   | 1.6    | .7        | 1.5   | 13.7  |
| 1999./00. | Minnesota     | 78         | 9         | 25.3 | .464 | 1.000 | .756      | 6.2   | 1.1    | .6        | 1.1   | 9.9   |
| 2000./01. | Detroit       | 69         | 59        | 28.1 | .403 | .000  | .805      | 7.1   | 1.1    | .7        | .7    | 12.3  |
| 2001./02. | Minnesota     | 72         | 63        | 26.7 | .511 | .667  | .830      | 6.3   | 1.1    | .5        | .8    | 10.7  |
| 2002./03. | Minnesota     | 54         | 21        | 20.7 | .460 | .000  | .779      | 5.0   | .7     | .3        | 1.0   | 7.5   |
| 2003./04. | Milwaukee     | 76         | 76        | 29.7 | .439 | .200  | .859      | 8.5   | 1.0    | .6        | 1.2   | 10.9  |
| 2004./05. | Milwaukee     | 74         | 73        | 30.6 | .514 | .000  | .768      | 7.3   | .9     | .6        | .5    | 11.0  |
| 2005./06. | Milwaukee     | 44         | 5         | 20.2 | .475 | .000  | .774      | 5.2   | .7     | .6        | .3    | 8.6   |
| 2006./07. | Denver        | 11         | 0         | 13.5 | .479 | .000  | .833      | 3.6   | .3     | .6        | .6    | 5.1   |
| 2006./07. | Philadelphia  | 54         | 11        | 25.1 | .445 | .000  | .846      | 6.7   | .9     | .6        | .4    | 9.2   |
| 2007./08. | Chicago       | 50         | 35        | 22.9 | .466 | .000  | .807      | 5.3   | .9     | .5        | .6    | 11.2  |
| 2007./08. | Cleveland     | 27         | 1         | 21.5 | .512 | .000  | .652      | 5.0   | .7     | .3        | .6    | 8.1   |
| 2008./09. | Oklahoma City | 36         | 3         | 19.1 | .454 | .500  | .704      | 4.6   | .7     | .3        | .7    | 6.6   |
| 2008./09. | Cleveland     | 21         | 0         | 19.5 | .496 | .333  | .750      | 4.7   | .8     | .3        | .7    | 6.5   |
| Ukupno    |               | 950        | 615       | 27.7 | .456 | .244  | .790      | 6.7   | 1.0    | .6        | .9    | 11.6  |

### Doigravanje
| Godina    | Klub      | Odig. uta. | Uta. poč. | Min. | 2P%  | 3P%  | Sl. bac.% | Skok. | Asist. | Ukr. lop. | Blok. | Poena |
| --------- | --------- | ---------- | --------- | ---- | ---- | ---- | --------- | ----- | ------ | --------- | ----- | ----- |
| 1998./99. | Minnesota | 4          | 4         | 30.0 | .297 | .000 | .727      | 6.5   | 1.3    | .5        | 2.0   | 7.5   |
| 1999./00. | Minnesota | 4          | 0         | 19.8 | .471 | .000 | 1.000     | 3.0   | .3     | .8        | .2    | 4.5   |
| 2001./02. | Minnesota | 3          | 1         | 14.3 | .429 | .000 | .875      | 3.7   | .0     | .0        | .3    | 4.3   |
| 2002./03. | Minnesota | 5          | 1         | 8.0  | .667 | .000 | 1.000     | 1.2   | .0     | .2        | .2    | 2.8   |
| 2003./04. | Milwaukee | 5          | 5         | 35.0 | .491 | .000 | .923      | 10.0  | .4     | .8        | 2.0   | 13.2  |
| 2005./06. | Milwaukee | 5          | 0         | 21.2 | .485 | .000 | .667      | 5.4   | .6     | .4        | .4    | 7.6   |
| 2007./08. | Cleveland | 13         | 0         | 20.2 | .486 | .000 | .636      | 4.6   | .5     | .4        | .5    | 6.6   |
| 2008./09. | Cleveland | 4          | 0         | 20.3 | .500 | .667 | .882      | 5.5   | .5     | .7        | .0    | 10.8  |
| Ukupno    |           | 43         | 11        | 21.1 | .463 | .333 | .795      | 5.0   | .4     | .5        | .7    | 7.2   |

## Vanjske poveznice
- Profil na NBA.com
- Profil na Yahoo!
- Profil na ESPN.com

| Prethodnik Glenn Robinson | Prvi izbor NBA drafta NBA draft 1995. | Nasljednik Allen Iverson |